# 蘇瀑天空力量
蘇瀑天空力量（英語：Sioux Falls Skyforce）為一支位於蘇瀑的NBA G聯盟球隊。在2016年，天空力量贏得了他們的首個發展聯盟冠軍，以2比1擊敗了洛杉磯防禦者。天空力量還完成了2016賽季40勝10敗紀錄，這是發展聯盟歷史上最出色的常規賽紀錄。